# Falcileptoneta arquata
Espèce
Synonymes
- Leptoneta arquata Song & Kim, 1991

Falcileptoneta arquata est une espèce d'araignées aranéomorphes de la famille des Leptonetidae.

## Distribution
Cette espèce est endémique du Zhejiang en Chine,. Elle se rencontre dans la réserve naturelle de Tianmushan.

## Description
La femelle holotype mesure 1,59 mm.

## Systématique et taxinomie
Cette espèce a été décrite sous le protonyme Leptoneta anocellata par Song Song et Kim en 1991. Elle est placée dans le genre Falcileptoneta par Wang, Li et Zhu en 2020.

## Publication originale
- Song & Kim, 1991 : « On some species of spiders from Mount West Tianmu, Zhejiang, China (Araneae). » Korean Arachnology, vol. 7, p. 19-27.